# Кизилжулдиз (Аксуатський район)
Кизилжулди́з (каз. Қызылжұлдыз) — село у складі Аксуатського району Абайської області Казахстану. Входить до складу Кумгольського сільського округу.
Населення — 137 осіб (2021; 195 у 2009, 315 у 1999, 294 у 1989).
Національний склад станом на 1989 рік:
- казахи — 100 %

У радянські часи мало також назву Кизилжулдуз.